# Pseudolasius overbecki
Pseudolasius overbecki är en myrart som beskrevs av Hugo Viehmeyer 1914. Pseudolasius overbecki ingår i släktet Pseudolasius och familjen myror. Inga underarter finns listade i Catalogue of Life.